# Guidel
Guidel é uma comuna francesa na região administrativa da Bretanha, no departamento Morbihan. Estende-se por uma área de 52,16 km². Em 2010 a comuna tinha 11 963 habitantes (densidade: 229,4 hab./km²).